# روبرت بيرغر (رياضياتي)
روبرت بيرغر (بالإنجليزية: Robert Berger)‏ هو رياضياتي أمريكي، ولد في 1938.